# Podas

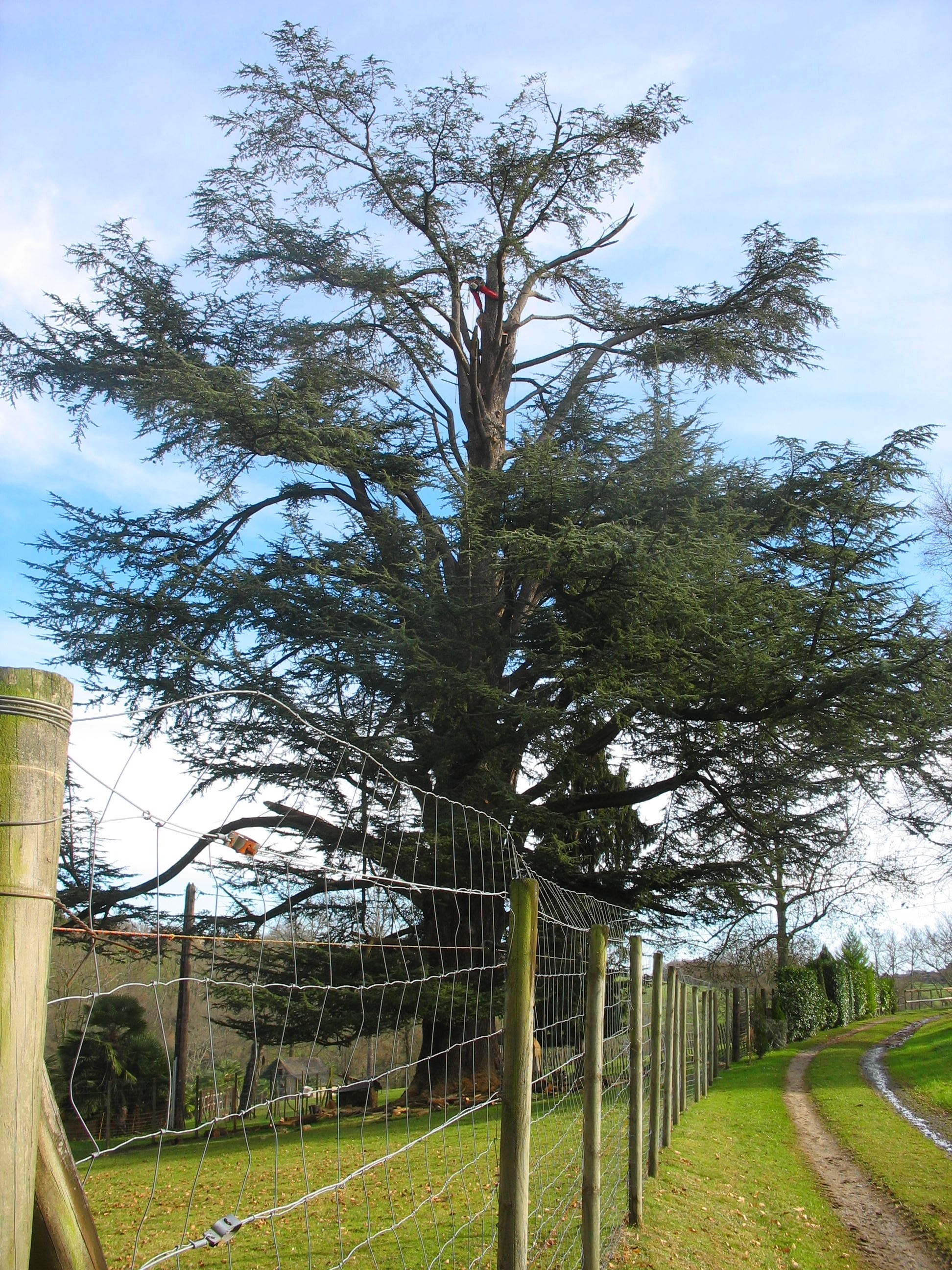
Remoção de machados enfraquecidos por uma tempestade grave em um cedro 250 ans, o podador é visível no topo.

A poda é uma operação que consiste no corte de certos galhos mortos ou vivos (ramagem) de uma árvore para orientar ou limitar o seu desenvolvimento. Geralmente, chama-se poda a arboricultura ornamental (ou arboricultura de lazer numa abordagem ecológica). Distinguem-se a poda silvicultural, a poda frutífera e a poda ornamental.
A poda é também um processo biológico natural de abandono dos galhos, ou por vezes de uma parte da copa (descida da coroa), a fim de otimizar os recursos e o consumo de energia da árvore, processo denominado poda natural. Pode ser entendida como um processo de seleção dos galhos de uma árvore sem intervenção humana, devido a eventos climáticos, falta de luz ou de água, e/ou pela ação de fungos saprófitos especializados.

## Tipos

### Poda florestal
É uma técnica que consiste em remover regularmente a copa das árvores destinadas à produção de madeira de obra, a fim de limitar o desenvolvimento dos nós (inserção dos galhos), e assim melhorar o valor comercial do tronco de madeira.
A poda pode ser natural, por queda dos galhos mortos devido à falta de luz, ou artificial, por meio do corte dos galhos.
Durante o abate das árvores, o podador pode ser solicitado a cortar (despicar) a parte superior das árvores para evitar que as fibras da madeira se rompam durante a queda do tronco no chão. Nesse caso, o podador é chamado de "despicador".

### Poda de árvores frutíferas
A poda frutífera ou arboricultura frutífera consiste em uma poda de estimulação, a fim de favorecer a produção de frutos de uma planta, mas também de melhorar a sua qualidade (maturação e calibre).

## Tamanho razoável
O apego às regras da arte, às práticas de podas inteligentes, são princípios da arboricultura ornamental moderna, em oposição à poda chamada "drástica".
A poda racional se infiltrou na paisagem francesa no início dos anos 1980: "80 por cento das árvores das cidades francesas foram submetidas a podas drásticas durante o período dos trinta gloriosos e até os anos 1990. Os efeitos ainda são sentidos hoje".
Hoje, a dendrobiologia evoluiu muito, principalmente graças aos trabalhos dos pesquisadores A. Shigo, C. Mattheck, F. Hallé e C. Drenou, e concorda-se em dizer que a poda drástica é prejudicial ao bom desenvolvimento da árvore, e muitas vezes injustificada.
É interessante considerar que, às vezes, pode haver uma confusão entre a poda racional e a "poda suave".
A terminologia "poda suave" é geralmente usada em oposição à de "poda drástica". Quando os diâmetros dos cortes permanecem dentro de proporções da ordem de alguns centímetros, parece que esse único critério é suficiente para considerar uma poda como "suave". Uma poda racional, por sua vez, sempre se envolverá em um processo de diagnóstico e recomendações pertinentes no contexto, e não se limita a minimizar os diâmetros dos cortes.

## Cirurgia arbórea
A cirurgia arborícola é hoje uma prática quase totalmente abandonada. Ela é a causa de danos irreparáveis ao patrimônio arbóreo francês (os plátanos da Praça des Lices, Saint-Tropez).
Os trabalhos do professor Shigo destacaram os mecanismos de defesa das árvores (CODIT: Compartimentalization of damages in trees), em completa oposição aos princípios da cirurgia arborícola (curetagem e aplicação de caldas).
Um dos principais pontos da dendrobiologia moderna é que uma árvore não cicatriza, ela compartimentaliza. Hoje em dia, as árvores ocos são abordadas de maneira mais global, com uma gestão mais sustentável desses ecossistemas.

## Experiência e consultoria
Um estudo pode, às vezes, preceder os trabalhos de poda a fim de realizar previamente os diagnósticos de uma árvore ou de um conjunto de árvores. Este estudo geralmente tem como objetivo apoiar os gestores ou proprietários de árvores em suas decisões de manejo. Os resultados e relatórios desses estudos podem ser apresentados na forma de:
- De um documento escrito (o estudo é às vezes denominado "perícia"), para necessidades jurídicas, legais, de procedimentos rastreáveis ou de aconselhamento.
- Oralmente, com apenas prescrições escritas (o estudo é denominado "consulta"), para necessidades de aconselhamento ou de prova de atenção a uma problemática identificada.
Geralmente, são realizadas por profissionais da arboricultura ornamental (escritórios de estudos, consultores, podadores, ...), mas essa atividade de consultoria atualmente não é regulamentada. Consequentemente, observa-se uma grande variabilidade qualitativa nos serviços oferecidos.

## Período de poda
O período de poda variará de acordo com o tipo de poda escolhida. Para uma poda em verde (com folhas presentes), pode-se podar durante todo o ano, exceto durante o período de estresse hídrico (falta de água), bem como no momento da queda das folhas e do brotamento, que são períodos sensíveis para as plantas lenhosas caducifólias. Para podas de manutenção completa (desnudamento da planta), aguardaremos o repouso vegetativo (inverno). As repercussões das podas de manutenção durante o período de geada ainda são pouco conhecidas para as plantas lenhosas. A poda fora do período de geada aparece na França como um hábito cultural, e não como um fato científico.

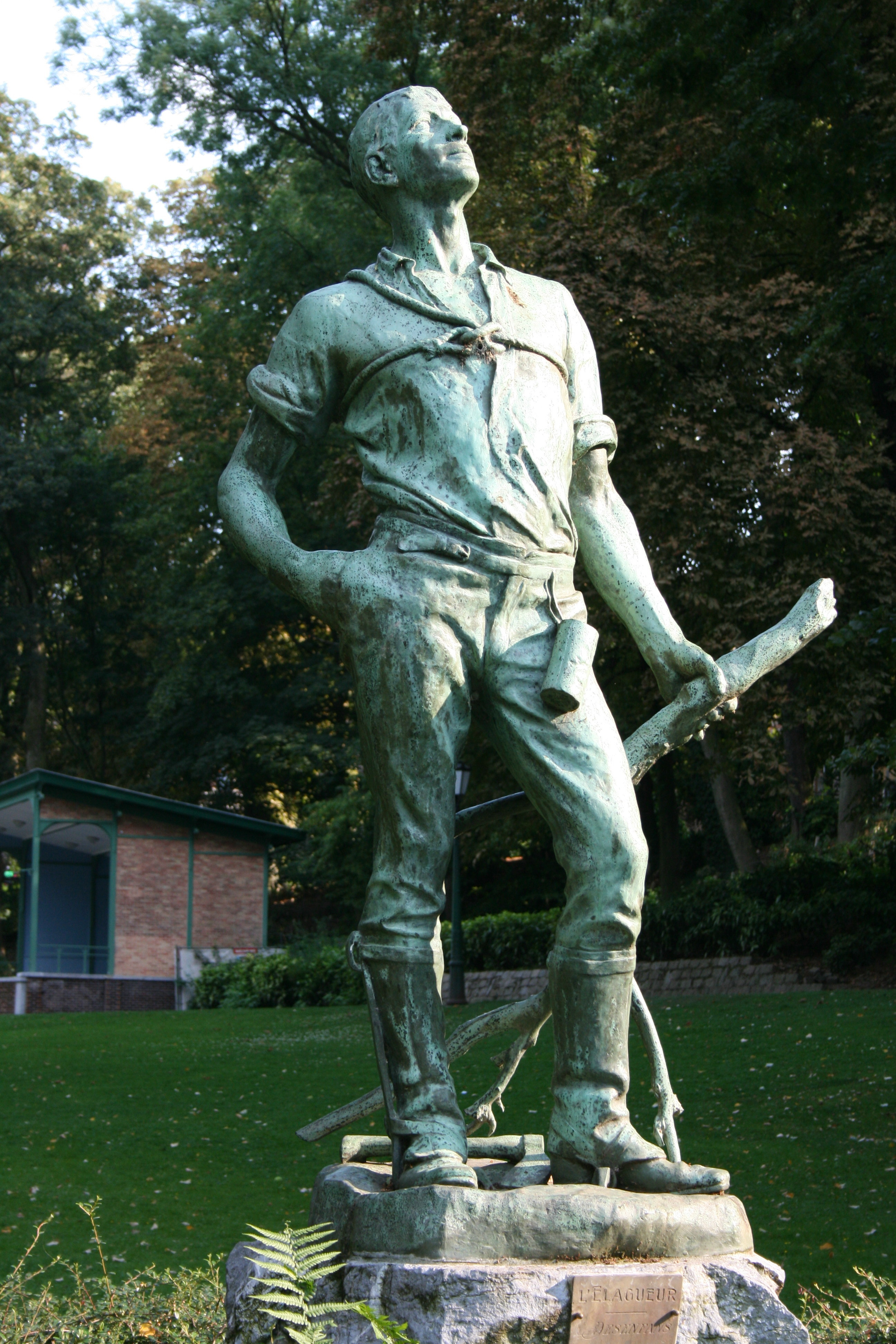
Estátua de um escalador de árvores, Parque Josaphat, Schaerbeek (Bruxelas), Bélgica. O podador de Albert Desenfans.

## Variado
Campeonatos regionais e nacionais são organizados anualmente pela Sociedade Francesa de Arboricultura. Existe uma competição internacional, organizada pela ISA (International Society of Arboriculture).
O patrimônio arbóreo abriga uma imensa biodiversidade. Para permitir a vida dos organismos saproxílofagos e das aves, morcegos e outras comunidades animais que dependem deles, algumas podas não buscam eliminar as áreas mortas, mas simplesmente garantir a segurança do público e, eventualmente, conservar um aspecto natural da árvore.